# Münch-4 TTS 1200
Die Münch-4 TTS 1200, auch Münch-4 TTS, war ein Motorrad von Münch in Altenstadt, das von einem Automotor angetrieben wurde und damals das schwerste Motorrad aus deutscher Produktion war. In Kreisen von Motorradfahrern wurde der Begriff „Mammut“ für das Motorrad geprägt, der aber aus markenrechtlichen Gründen nicht offiziell geführt werden konnte.

## Geschichte und Technik
Für den Bau eines leistungsstarken Motorrads benutzte Friedel Münch den luftgekühlten Vierzylinder-Reihenmotor aus dem NSU Prinz 1000 TT. Der 1966 auf der IFMA vorgestellte Prototyp mit dem NSU-Motor mit 1085 cm³ Hubraum und 55 PS (40 kW) bei 6000/min, quer in den Eigenbaurahmen eingebaut, war das Highlight der Ausstellung. Zu jener Zeit waren BMW R 69 S und Honda CB 450 die „Superbikes“. 30 Maschinen dieser Münch TTS wurden gebaut.
1968 wurde der NSU-1200-TT-Motor mit 1177 cm³ Hubraum als Antriebsquelle verwendet. Ebenfalls von diesem Fahrzeug stammte der markante Doppelscheinwerfer, der bis 1976 in allen Münch-4 TTS verbaut wurde. Zwei Weber-Doppelvergaser mit 40 mm Durchmesser ohne Luftfilter, ein geänderter Zündverteiler und eine Vier-in-zwei-Auspuffanlage sorgten für eine Leistungssteigerung von 65 (48) auf 88 PS (65 kW) bei 6500/min. Das Fahrwerk des nun als Münch-4 TTS 1200 bezeichneten Motorrads bestand im Wesentlichen aus einem Doppelschleifenrohrrahmen und einer Rickman-Teleskopgabel mit gewaltigen Duoduplex-Trommelbremsen – die Münch selbst konstruiert hatte – am Vorderrad und einer Hinterradschwinge mit Koni-Federbeinen. Die damals verwendeten Diagonalreifen in der Größe 3.25-19 (vorn) und 4.00-18 (hinten) wurden durch das hohe Drehmoment des Motors und das Gewicht des Motorrads rasch abgenutzt.
Viele Teile des Motors, Rahmens und Fahrwerks waren aus der Magnesium-Aluminium-Legierung Elektron gegossen, darunter die Hinterradschwinge, deren linker Holm als Kettenkasten ausgebildet war, und das Hinterrad mit eingegossener Bremstrommel. Die Münch war damals das einzige Motorrad mit dieser Technik. Einmalig war auch der Preis, „zu dem man gleich drei Norton Commando bekommen konnte“. Für 12.745 DM (1972) bis 18.095 DM (1976) war die Münch erhältlich. Das Fahrverhalten wurde trotz des hohen Gewichts alles andere als „stur und steif“ beschrieben, jedoch „wahrlich nichts für einen Neuling auf einem Motorrad“.

„Im Sattel der schnellsten, stärksten, teuersten Serienmaschine der Welt […] sitzen nur Männer.“

1971 musste Münch Konkurs anmelden. Ein neuer Geldgeber sorgte kurz darauf für die Weiterentwicklung und Erhaltung der Produktion. 1973 wurde die Münch-4 TTS-E 1200 mit Kugelfischer-Einspritzung vorgestellt. Das Vergasermodell wurde noch bis 1976 produziert. Insgesamt wurden 478 Münch (TTS/TTS-E) gebaut. Münch-Motorräder sind in Sammlerkreisen sehr begehrt. Gut erhaltene Exemplare werden auf dem Gebrauchtmarkt teilweise für über 100.000 Euro angeboten.

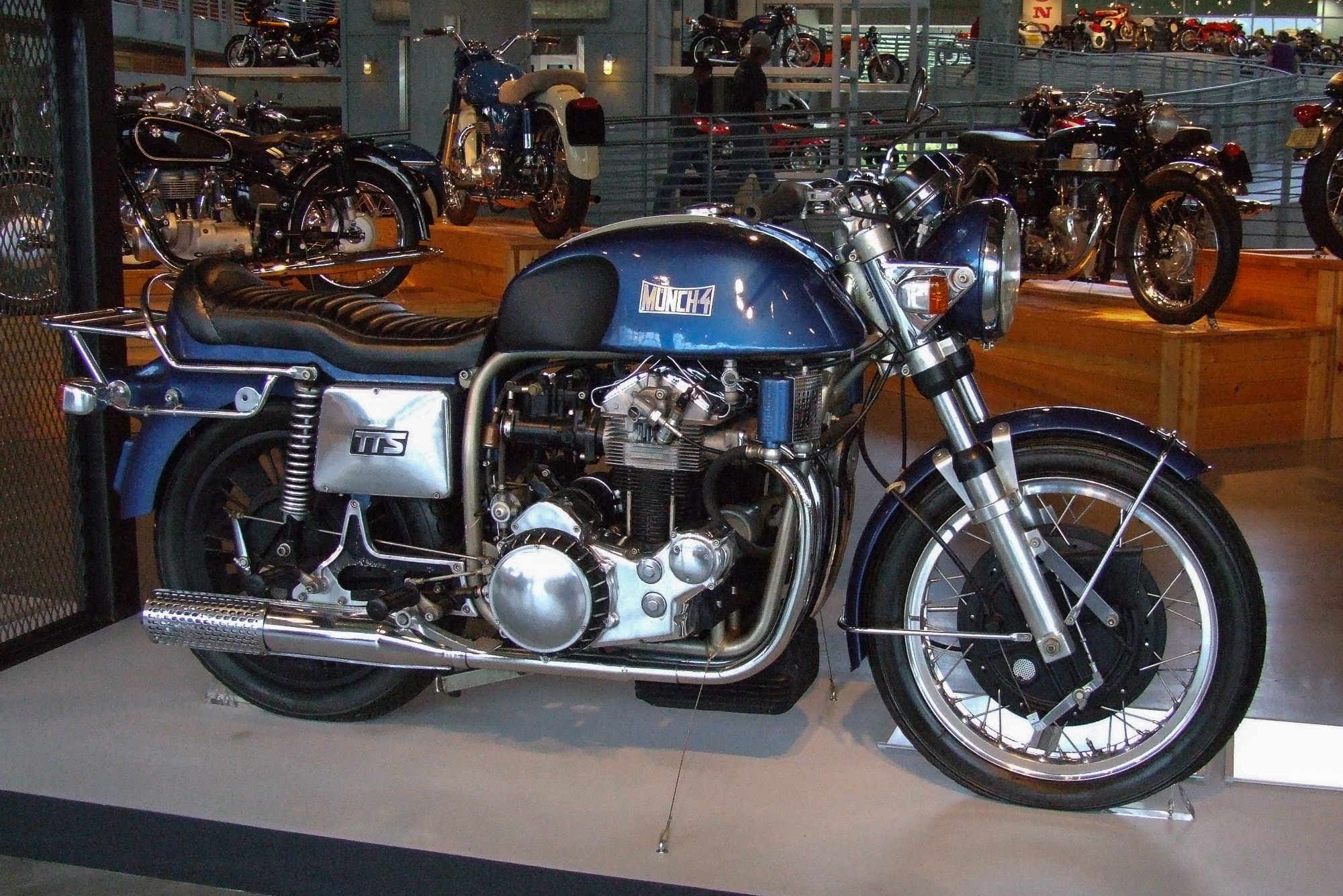
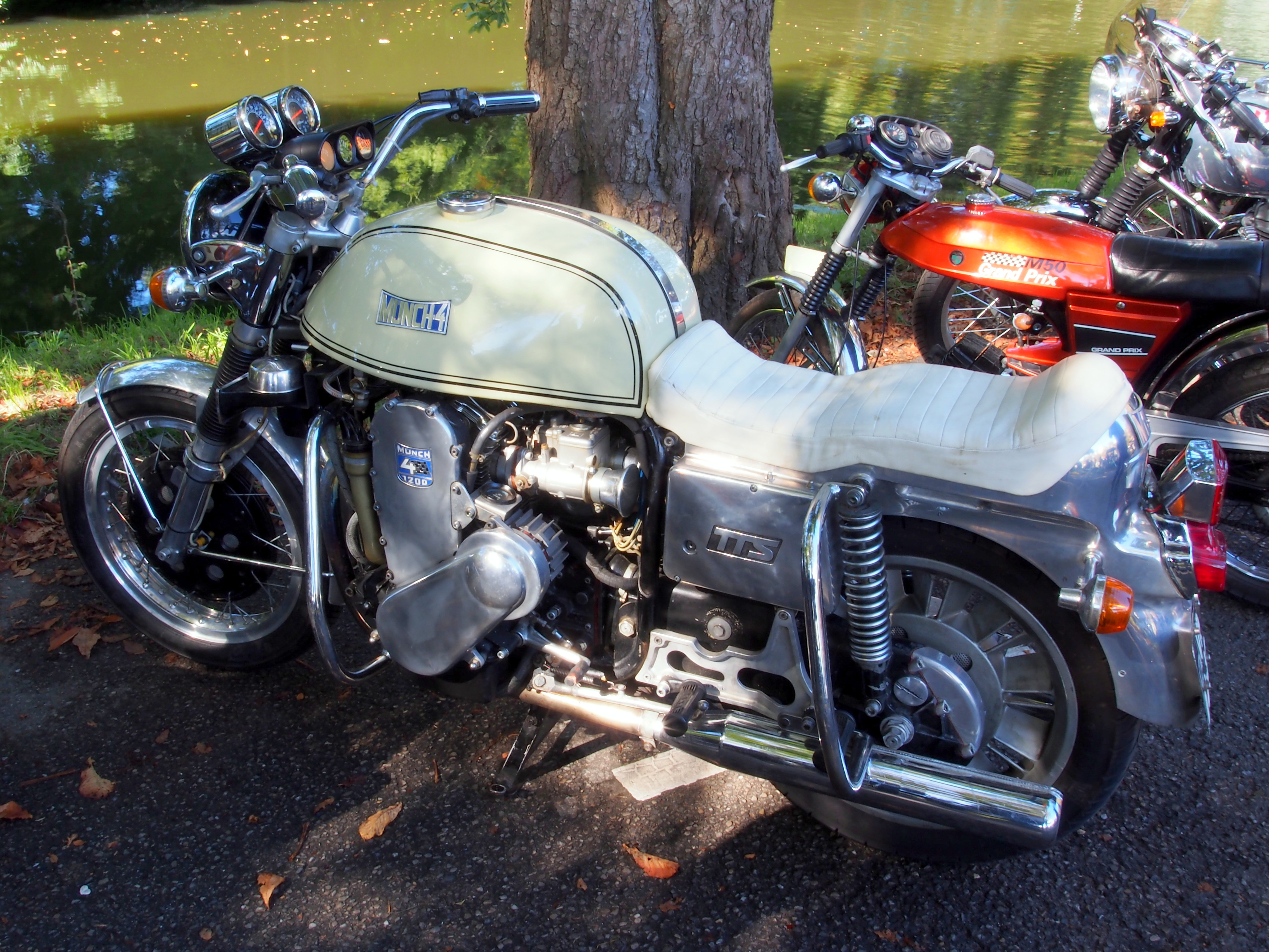

## Filme
- Im Film Mammuth von 2010 fährt Gerard Depardieu als Serge „Mammuth“ Pilardosse auf einer Münch-4 TTS 1200 quer durch Frankreich.